# Claudio Suárez
Claudio Suárez (Texcoco, 17 december 1968) is een Mexicaans voormalig voetballer. Hij beëindigde zijn carrière bij Chivas USA in de Major League Soccer.
Hij heeft het record voor de meeste gespeelde wedstrijden met het Mexicaanse nationale elftal, en had lange tijd ook het wereldrecord voor de speler met de meeste wedstrijden voor een nationaal team in de geschiedenis. In 2012 verbrak de Egyptische spits Ahmed Hassan echter dit record.
Suárez vertegenwoordigde zijn vaderland eveneens op de Olympische Spelen 1996 in Atlanta, waar de Mexicaanse ploeg onder leiding van bondscoach Carlos de los Cobos in de kwartfinales werd uitgeschakeld door de latere winnaar Nigeria. Suárez was een van de drie dispensatiespelers in de selectie.

## Erelijst
Mexicaans nationaal elftal
- Confederation Cup: 1999
- CONCACAF Gold Cup: 1993, 1996, 1998, 2003

 Pumas UNAM
- Primera División de México: 1990/1991
- CONCACAF Champions League: 1989

 Chivas Guadalajara
- Primera División de México: Zomer 1997

 Tigres UANL
- InterLiga: 2005, 2006